# Sharon (Vermont)
Sharon é uma cidade no Condado de Windsor, no estado de Vermont, nos Estados Unidos. De acordo com o censo de 2000, a população da cidade é de 1 411 habitantes. A cidade abriga a Academia de Sharon.

## História
A autonomia da região foi concedida através de uma carta, emitida pelo rei Jorge III do Reino Unido, em 17 de agosto de 1761. A carta era destinada ao governador Benning Wentworth, John Taylor e outras 61 pessoas que viviam no Connecticut, incentivando o povoamento da região. Assim, a cidade foi fundada em 1765, por Robert Havens e sua família, os primeiros a habitarem o local, de fato. Em 1780, durante a Revolução Americana, a localidade foi atacada durante o Raid Royalton,  quando uma força combinada de soldados britânicos e indígenas nativos invadiram várias cidades ao longo do Vale do Rio Branco, na República de Vermont. Várias casas foram queimadas durante a invasão.

## Geografia
Embora a superfície da cidade é muito quebrada, o solo é fértil, propício à agricultura, e se tornou uma indústria importante.

## Cidadãos ilustres
- Joseph Smith Jr. - religioso.